# Kristiansand
Kristiansand – ósme pod względem wielkości miasto oraz drugi co do wielkości port Norwegii; siedziba gminy Kristiansand. Zespół miejski Kristiansand jest piątym co do wielkości w Norwegii.

## Najważniejsze informacje
Kristiansand jest centrum administracyjnym okręgu Agder (południowa Norwegia).
- transport:
  - połączenia promowe z Hirtshals i Hanstholm (Dania)
  - połączenia lotnicze: lotnisko Port lotniczy Kristiansand (Kristiansand Lufthavn) w Kjevik, kod IATA: KRS
  - sieć autobusów miejskich, również linie międzymiastowe
  - autostrada E 39/E 18 (wypożyczalnia samochodów + przyczep kempingowych)
  - kolej, ze stacją Kristiansand.
- przemysł: 36 000 miejsc pracy (wiele związanych z administracyjnymi funkcjami gminy), usługi, stocznie, przemysł morski (National Oilwell Varco - dawniej Hydralift - i Maritime Hydraulics), technologie pracy z wodą, wydobywania ropy i gazu, telekomunikacja, IT
- edukacja:
  - w Kristiansand znajduje się największa norweska uczelnia (Agder University College, 8000 studentów); 25% mieszkańców miasta ma wyższe wykształcenie
  - szereg szkół podstawowych i gimnazjów
  - intensywna międzynarodowa wymiana studentów z Europą, USA, Azją
- budżet miasta na 2004: 2,8 mld NOK (326 milionów Euro)
- 43% mieszkańców miasta jest właścicielami domów, w których mieszka

## Historia
Miasto zostało założone w roku 1641 przez króla Danii i Norwegii Chrystiana IV. Od jego imienia pochodzi nazwa miasta (część sand (piasek) dodana została, ponieważ w odróżnieniu od większości norweskich wybrzeży, które są skaliste, Kristiansand ma trochę piaszczystej plaży).
Handel i przemysł lokalny rozwinął się jeszcze przez założeniem miasta wokół eksportu drewna do sąsiednich krajów Morza Północnego. Duże zasoby drewna przyczyniły się również do rozwoju zakładów budujących statki; później stoczni. Charakter kultury lokalnej także jest wynikiem pracy i zaangażowania społeczeństwa w przemysł stoczniowy i inne zajęcia związane z morzem (rybołówstwo).
W 1682 roku miasto zostało siedzibą biskupów. W 1734 już rozwinięty Kristiansand został zrujnowany przez pierwszy wielki pożar. W 1814 rozpoczęło się 20 lat depresji: duża śmiertelność mieszkańców, coraz większa bieda miasta i ludności. Sytuacja odwróciła się ok. 1855 – były to lata koniunktury, powstało wtedy 40 fabryk i 5 stoczni. Dobre czasy zostały przerwane w 1859 kolejnym wielkim pożarem, który zniszczył miasto i pozbawił dachu nad głową 1000 osób. Odbudowa zajęła dwa lata, rzesze bezrobotnych znalazły pracę przy tym zadaniu. Już w 1870 ponownie rozpoczął się okres szybkiego rozwoju miasta (handel), co było impulsem do rozpoczęcia planowej rozbudowy portu. Koniec wieku przyniósł jednak kolejny zwrot w historii miasta – były to ponownie lata ciężkiego kryzysu, biedy i bezrobocia. Zdarzyły się kolejne dwa wielkie pożary; drugi z nich (1892, „Stor Østerbrann”) uważany jest za największą katastrofę w historii miasta – zniszczone zostały całe partie zabudowy, niemal cały port, 350 budowli, 4000 osób zostało pozbawione domów. Pożar zmienił obraz miasta – aby uniknąć podobnej sytuacji w przyszłości, wprowadzono nakaz wznoszenia budynków murowanych (murtvang), poszerzono bramy i podzielono miasto na cztery nieco oddalone od siebie części. Mimo pożaru był to też czas wprowadzenia elektryczności (co za tym idzie: rozwoju przemysłu), w mieście pojawiła się kolej żelazna, znacznie rozbudowany został port. Liczba mieszkańców wzrosła do 15 tysięcy. W XX wieku mimo wojen miasto cały czas się rozwijało (transport, liczba mieszkańców, zabudowa, przemysł). W 1965 roku gmina Kristiansand wchłonęła sąsiednie gminy.

## Zabytki i atrakcje

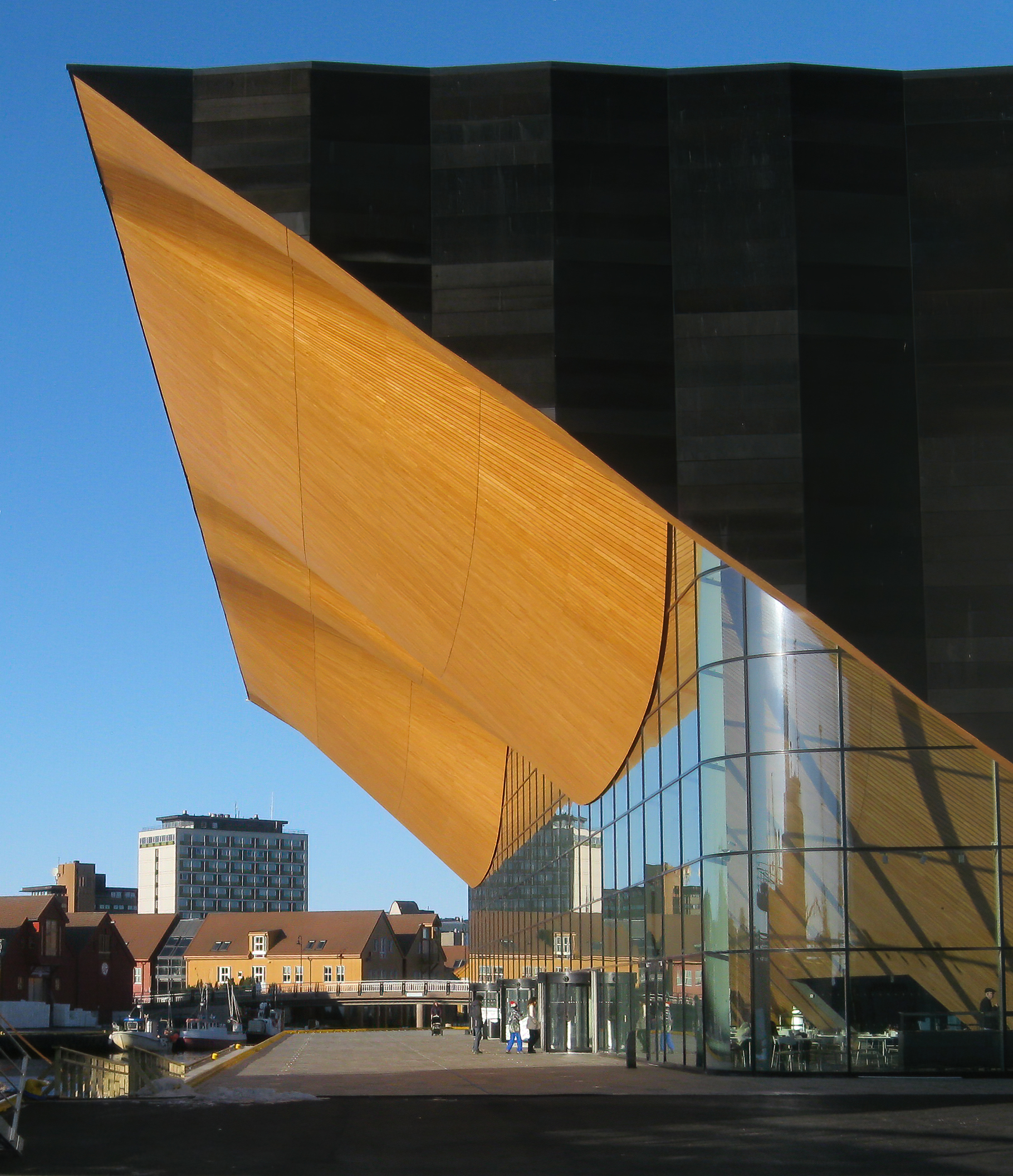
Kilden teatr i sala koncertowa

- „Kvadraturen” – centrum miasta ma na mapie kształt regularnie podzielonego równoległymi ulicami kwadratu
- Zoo (Kristiansand Dyre- og fritidspark)
- w Parku Wergelanda – neogotycka katedra Kristiansand Domkirke (zob. zdjęcie) z czynnymi organami; oprócz niej jeszcze 16 zabytkowych kościołów
- udostępniona do zwiedzania wzniesiona przez króla Fryderyka III twierdza Christiansholm z armatami skierowanymi w stronę morza (zob. zdjęcia)
- muzea:
  - muzeum armat (z drugą co do wielkości armatą na świecie – kaliber 38 cm), schrony
  - muzeum kolei parowej – parowozy z 1984, drewniane wagony, 6 km czynnej trasy
  - muzeum kultury Gamle Gård – sale balowe, obrazy, stare salony
  - muzeum na powietrzu Fylkesmuseum
  - muzeum historii naturalnej z parkiem botanicznym
  - wiele innych, łącznie kilkanaście
- park Ravnedalen
- coroczny Punkt Festival
- coroczny Quart Festival
- coroczny International Church Music Festival
- wodne atrakcje: basen, plaża w mieście (bystranda), wycieczki łodzią, możliwość wynajęcia kanoe, wędkarstwo, wędkarstwo głębokomorskie
- infrastruktura do uprawiania sportu: bowling, piłka ręczna, gokart, nurkowanie, wspinaczka, golf, jazda konna, tor lodowy (zimą), piłka plażowa, trasy rowerowe
- biblioteka, teatr, kina, domy kultury, filharmonia, liczne galerie
- wiele restauracji i sklepów, ulice spacerowe

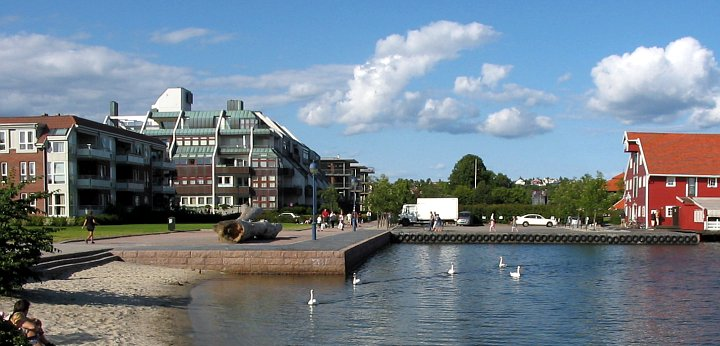
Fragment zagospodarowanego wybrzeża Kristiansand

## Sport
- Kristiansands IF – klub sportowy
  - Kristiansand Stadion – stadion klubu
- IK Start – klub piłkarski
  - Sør Arena – stadion klubu
- FK Donn – klub piłkarski